# Lucas Pedro de Lima
Lucas Pedro Alves de Lima, mais conhecido como Lucas Lima ou apenas Lima (Estação, 10 de outubro de 1991), é um futebolista brasileiro que atua como lateral-esquerdo. Atualmente joga no İstanbul Başakşehir.

## Carreira

### Início
Revelado nas categorias de base do Criciúma, Lima subiu para a equipe principal aos 17 anos. Posteriormente foi contratado pelo Internacional, mas não conseguiu se firmar na equipe. 

### Paraná e Botafogo
Em seguida foi emprestado para defender o Paraná na Série B de 2011, onde foi eleito o melhor lateral-esquerdo do campeonato, marcando cinco gols. Retornou ao Internacional no início de 2012, mas pouco atuou e foi contratado pelo Botafogo no mês de julho. Durante o tempo que defendeu o clube carioca, ele entrou em campo em 27 partidas. 

### Goiás
Em 24 de janeiro de 2014, o alvinegro anunciou o empréstimo de Lima para o Goiás até o fim da temporada.

### ABC
Em janeiro de 2015, entrou na justiça contra o Botafogo para rescindir seu contrato com o clube carioca, e assim ficou sem clube no início do ano. Após conseguir a rescisão, Lima acertou com o ABC para o restante da temporada 2015.

### Arouca
Em junho do mesmo ano, Lima recebeu uma proposta do Arouca, de Portugal, e como havia uma cláusula em seu contrato que diz que o jogador seria liberado em caso de proposta do exterior, Lima rescindiu de forma amigável seu contrato com o ABC.
Jogou a temporada 2015–16 pelo clube português, onde fez quatro gols, foi eleito o melhor lateral-esquerdo da competição e uma das revelações da Primeira Liga.

### Nantes
Em junho de 2016 foi contratado pelo Nantes por mil euros, assinando por quatro anos.

### İstanbul Başakşehir
Após uma passagem pelo Al-Ahli, da Arábia Saudita, em junho de 2021 foi contratado pelo İstanbul Başakşehir, da Turquia.

## Títulos
Internacional
- Campeonato Gaúcho: 2012

Botafogo
- Campeonato Carioca: 2013
- Taça Guanabara: 2013
- Taça Rio: 2013

ABC
- Copa RN: 2015

### Prêmios individuais
- Seleção do Campeonato Potiguar: 2015